# Museo Archivo Municipal de Calella Josep M. Codina i Bagué
El Municipal de Calella Josep Maria Codina i Bagué, también conocido como Museo-Archivo de Calella, es un museo municipal de Calella (comarca del Maresme, Cataluña) instalado en un casal del siglo XVII conectado por un gran patio al archivo, que se encuentra en un edificio de construcción reciente. El museo muestra la tradición y la obra de varios artistas locales. Sus orígenes se remontan a 1959, aunque no abrió sus puertas al público hasta 1979.
Tiene especial interés el fondo documental conservado en el Archivo Histórico, nutrido principalmente de la aportación de diversas familias de la población, con pergaminos que se remontan al siglo XI y que permiten seguir la historia de la ciudad desde sus orígenes.

## Exposición permanente
La exposición permanente tiene por tema la historia de Calella y del Maresme. Ofrece gran diversidad de objetos patrimoniales: minerales, fósiles, materiales arqueológicos, azulejos, cerámica popular, maquinaria textil, muestrarios de género de punto, herramientas de oficios tradicionales, documentos, vestidos, bordados, etc. Cuenta también con una pinacoteca dedicada a Lluís Gallart i Garcia, la antigua farmacia Barri, de principios del siglo XX, y la reproducción de una cocina antigua.

### Arqueología
El Museo expone restos arqueológicos de diferentes períodos, aunque se centra en piezas ibéricas y romanas como ungüentarios, monedas y ánforas, algunas procedentes del yacimiento romano de El Mujal. En este espacio se pueden ver desde piezas de telar del siglo II a. C., hasta un fragmento de dolia romana que servía para almacenar aceite o cereal. Hay que hacer mención especial a la colección de vasos de cerámica de  sigillata aretina , entre los siglos I-II dC, de carácter temprano.

### Cerámica
Se exhibe una muestra de cerámica catalana azul, principalmente de finales del siglo XVIII a principios del XX. Se muestran azulejos del siglo XVIII con los oficios de la época y otros novecentistas del XX. Destaca un panel cerámico del siglo XVII con una representación de Santa Madrona frente al puerto de Barcelona. Son también destacables las tejas vidriadas y los azulejos andaluces encontrados en la Torre de los Ingleses o el fragmento de un plato de color verde manganeso.

### Maquinaria textil
El fondo del Museo incluye máquinas de coser familiares como una Kaiser de lanzadera de fabricación alemana de 1870 o una Singer inglesa de cadeneta de 1878. Entre las máquinas españolas destacan una Veritas y una Santasusana de 1925 o una Gratovil de 1940. La colección se amplía con máquinas industriales para la confección de medias y géneros de punto. Hay que hacer mención de una máquina textil hecha de madera, una de las más antiguas de la comarca.

### Oficios y vida doméstica
El espacio muestra herramientas de diferentes oficios artesanos como las garlopas para alisar la madera, los triscadores para acoplar los tapones de las barricas, las azuelas para la fabricación de embarcaciones o el gato manual para levantar grandes pesos. Se exhibe una prensa de vino del siglo XIX, una máquina refinadora de almendras de 1910 o un molino para moler cacao y hacer chocolate anterior a 1850. Especial mención a una romana de 1841, unos pesos metálicos usados antes de la implantación del sistema métrico decimal, una chocolatera o una embutidora del siglo XIX.

### Farmacia modernista
La farmacia Barri es de 1919, cuando Lluis Barri i Caballé llegó a Calella. El espacio recupera la estructura de la antigua farmacia modernista. El mostrador principal está rodeado por estanterías llenas de recipientes de boticario de diferentes épocas y estilos, balanzas de precisión, densímetros o pildoreros. Detrás del mostrador para despachar y debajo de un gran reloj de pared con incrustaciones de marfil, se encuentra la trastienda donde se exhiben los recipientes más antiguos, datados del siglo XVIII. La colección presenta objetos para guardar polvos, tinturas y jarabes.

### Indumentaria
Importante colección del pasado textil de Calella con vestidos, casullas, estolas, bordados, blondas o encajes de bolillos cedida por familias del municipio. En el fondo de piezas se encuentran vestidos femeninos del siglo XVIII al XX muy bien conservados o casacas de adulto y niño del siglo XVIII. Del siglo XIX se pueden admirar un juego de cama bordado, un mantón de Manila hecho a mano o un vestido de novia. El visitante puede ver los utensilios que utilizaban las encajeras para trabajar. Entre los elementos más antiguos destacan un corpiño de seda amarilla de 1719 y un chaleco de terciopelo de 1799. En la sala principal de la colección se exhibe la fotografía familiar del prohombre calellense Josep Martorell Cuní y sus parientes, con ademanes y vestidos característicos de la época. Los Martorell de Calella y Barcelona mantuvieron importantes contactos e intereses trasatlanticos durante todo el siglo XIX.